# Mr. Olympia
Mr. Olympia is een prestigieuze jaarlijkse bodybuilding-wedstrijd georganiseerd door de International Federation of BodyBuilders Professional League (IFBB Professional League, niet te verwarren met het in 2017 afgesplitste IFFB Amateur).
De wedstrijd werd voor het eerst gehouden in 1965 in de Brooklyn Academy of Music in New York en is uitgegroeid tot het grootste bodybuilding-evenement ter wereld. Het prijzengeld is flink gestegen sinds de eerste wedstrijd werd gehouden in 1965 en het blijft jaarlijks toenemen. In 2004 bedroeg het totale prijzengeld 400.000 Amerikaanse dollar. De winnaar ontving hiervan 120.000 dollar, plus een Cadillac Escalade.
Naast de oorspronkelijke "Open Bodybuilding" of "Mr. Olympia" categorie, zijn er voor mannen hedendaags 3 andere divisies om aan de vraag te voldoen van atleten die graag willen deelnemen aan bodybuilding, maar niet tot het uiterste willen of kunnen gaan, zoals de traditionele en steeds extremere Open Bodybuilding divisie:
- 212 Olympia, voor bodybuilders onder 212 pounds (lb = 96,6 kg).
- Classic Physique Olympia, een divisie die een gewichtslimiet in verhouding tot de lengte van de atleet, dit om terug te keren naar de het "klassieke" en veel kleinere model van o.a. Arnold Schwarzenegger
- Men's Physique Olympia, waar de deelnemers een halflange strandshort dragen, wat hen meer een "beach stijl" geeft

Sinds 1980 wordt gelijktijdig ook een wedstrijd voor vrouwen gehouden, die strijden om de titel Ms. Olympia. In 2014 vond voor de laatste keer de Ms. Olympia plaats. In hetzelfde weekend, het zogenaamde Olympia Weekend, wordt nu ook door vrouwen gestreden om vier andere titels: Woman's Physique Olympia, Fitness Olympia, Figure Olympia en de Bikini Olympia.

## Winnaars
| Jaar | Winnaar               | Plaats          |
| ---- | --------------------- | --------------- |
| 2024 | Samson Dauda          | Las Vegas       |
| 2023 | Derek Lunsford        | Orlando         |
| 2022 | Hadi Choopan          | Orlando         |
| 2021 | Mamdouh Elssbiay      | Orlando         |
| 2020 | Mamdouh Elssbiay      | Orlando         |
| 2019 | Brandon Curry         | Las Vegas       |
| 2018 | Shawn Rhoden          | Las Vegas       |
| 2017 | Phil Heath            | Las Vegas       |
| 2016 | Phil Heath            | Las Vegas       |
| 2015 | Phil Heath            | Las Vegas       |
| 2014 | Phil Heath            | Las Vegas       |
| 2013 | Phil Heath            | Las Vegas       |
| 2012 | Phil Heath            | Las Vegas       |
| 2011 | Phil Heath            | Las Vegas       |
| 2010 | Jay Cutler            | Las Vegas       |
| 2009 | Jay Cutler            | Las Vegas       |
| 2008 | Dexter Jackson        | Orlando         |
| 2007 | Jay Cutler            | Las Vegas       |
| 2006 | Jay Cutler            | Las Vegas       |
| 2005 | Ronnie Coleman        | Las Vegas       |
| 2004 | Ronnie Coleman        | Las Vegas       |
| 2003 | Ronnie Coleman        | Las Vegas       |
| 2002 | Ronnie Coleman        | Las Vegas       |
| 2001 | Ronnie Coleman        | Las Vegas       |
| 2000 | Ronnie Coleman        | Las Vegas       |
| 1999 | Ronnie Coleman        | Las Vegas       |
| 1998 | Ronnie Coleman        | New York        |
| 1997 | Dorian Yates          | Long Beach      |
| 1996 | Dorian Yates          | Chicago         |
| 1995 | Dorian Yates          | Atlanta         |
| 1994 | Dorian Yates          | Atlanta         |
| 1993 | Dorian Yates          | Atlanta         |
| 1992 | Dorian Yates          | Helsinki        |
| 1991 | Lee Haney             | Orlando         |
| 1990 | Lee Haney             | Chicago         |
| 1989 | Lee Haney             | Rimini          |
| 1988 | Lee Haney             | Los Angeles     |
| 1987 | Lee Haney             | Göteborg        |
| 1986 | Lee Haney             | Columbus (Ohio) |
| 1985 | Lee Haney             | Brussel         |
| 1984 | Lee Haney             | New York        |
| 1983 | Samir Bannout         | München         |
| 1982 | Chris Dickerson       | Londen          |
| 1981 | Franco Columbu        | Columbus        |
| 1980 | Arnold Schwarzenegger | Sydney          |
| 1979 | Frank Zane            | Columbus        |
| 1978 | Frank Zane            | Columbus        |
| 1977 | Frank Zane            | Columbus        |
| 1976 | Franco Columbu        | Columbus        |
| 1975 | Arnold Schwarzenegger | Pretoria        |
| 1974 | Arnold Schwarzenegger | New York        |
| 1973 | Arnold Schwarzenegger | New York        |
| 1972 | Arnold Schwarzenegger | Essen           |
| 1971 | Arnold Schwarzenegger | Parijs          |
| 1970 | Arnold Schwarzenegger | New York        |
| 1969 | Sergio Oliva          | New York        |
| 1968 | Sergio Oliva          | New York        |
| 1967 | Sergio Oliva          | New York        |
| 1966 | Larry Scott           | New York        |
| 1965 | Larry Scott           | New York        |